# Mo'unga'one

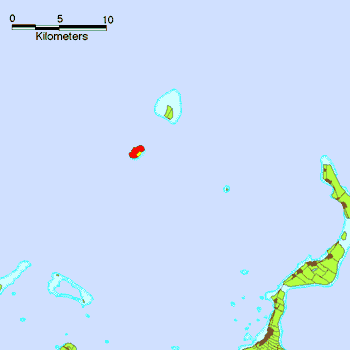
Ubicación de Moʻungaʻone en las islas Haʻapai

Moʻungaʻone es una isla del distrito de Lifuka, en las islas Haʻapai de Tonga. Tenía una población de 136 habitantes (en 2006) y un área de 1,17 km².